# الكسندر فرازير (سياسي)
الكسندر فرازير هو سياسي كندي، ولد في 24 أغسطس 1824 في إنفرنيس في المملكة المتحدة، وتوفي في 23 أكتوبر 1883 في كوبورغ في كندا. حزبياً، نشط في الحزب الليبرالي في أونتاريو ‏. وقد انتخب عضو برلمان مقاطعة أونتاريو.